# Шерман (округ, Небраска)
Шаблон:StateAbbr_ 41°13′ пн. ш. 98°58′ зх. д. / 41.22° пн. ш. 98.97° зх. д.
Округ Шерман (англ. Sherman County) — округ (графство) у штаті Небраска, США. Ідентифікатор округу 31163.

## Історія
Округ утворений 1871 року.

## Демографія
За даними перепису
2000 року
загальне населення округу становило 3318 осіб, усе сільське.
Серед мешканців округу чоловіків було 1634, а жінок — 1684. В окрузі було 1394 домогосподарства, 935 родин, які мешкали в 1839 будинках.
Середній розмір родини становив 2,91.
Віковий розподіл населення поданий у таблиці:
| Стать    | До 15 років | 15-21 | 22-29 | 30-39 | 40-49 | 50-65 | 65-85 | Понад 85 |
| -------- | ----------- | ----- | ----- | ----- | ----- | ----- | ----- | -------- |
| Чоловіки | 331         | 128   | 102   | 193   | 257   | 278   | 296   | 49       |
| Жінки    | 313         | 135   | 100   | 190   | 239   | 284   | 344   | 79       |

## Суміжні округи
- Веллі — північ
- Грілі — північний схід
- Говард — схід
- Баффало — південь
- Кастер — захід